# Campeonato Brasiliense de Futebol de 1960
O Campeonato Brasiliense de Futebol de 1960 foi a 2ª edição da primeira divisão campeonato estadual, com o campeão sendo o Defelê, da região do Planalto Central.
Ainda disputado na fase amadora, o campeonato reuniu 8 equipes que, em maioria, eram originadas das grandes empresas que atuavam na construção de Brasília. Entre os casos mais conhecidos, temos o Rabello, da Construtora Rabello e o Defelê, que é originado do Departamento de Força e Luz da Novacap. Disputado no método de pontos corridos, foi disputado entre o fim de 1960 e janeiro de 1961.
Dentre as disputas do campeonato, surgiu a grande rivalidade entre Defelê e Rabello, que eram as equipes mais fortes do torneio e disputaram título na maioria das edições na década de 1960, onde juntas venceram 8 das 10 edições, com 4 títulos para cada um.

## Participantes
| Equipe                              | Região             | Estádio                                | Títulos  |
| ----------------------------------- | ------------------ | -------------------------------------- | -------- |
| Clube de Futebol e Regatas Alvorada | Brasília           |                                        | —        |
| Defelê Futebol Clube                | Brasília           | Estádio Ciro Machado do Espírito Santo | —        |
| Grêmio Esportivo Brasiliense        | Núcleo Bandeirante |                                        | 1 (1959) |
| Clube de Regatas Guará              | Guará              | Estádio Israel Pinheiro                | —        |
| Central Clube Nacional de Brasília  | Brasília           | Estádio Aristóteles Góes               | —        |
| Esporte Clube Planalto              | Gama               | Estádio Duílio Costa                   | —        |
| Pederneiras Esporte Clube           | Brasília           |                                        | —        |
| Rabello Futebol Clube               | Brasília           | Estádio Paulo Linhares                 | —        |
| Referência:                         |                    |                                        |          |

## Fase única
O torneio foi disputado no método de pontos corridos, onde todos os times se enfrentavam.
O Defelê fez uma campanha sólida nas sete partidas disputadas. Apesar da derrota para o Rabello na primeira rodada, o time venceu 5 partidas seguidas, incluíndo goleadas de 8x0 contra o Pederneiras, 5x0 contra o Grêmio e uma vitória contra o então líder Planalto por 3x2. Essas partidas garantiram uma boa posição para o time que dependia de si na última rodada.
Finalizando na segunda colocação, o Planalto fez um bom início de torneio, liderando por um ponto de diferença sobre o Defelê, após vencer 3 partidas e empatar uma. Após a derrota de 3x2, um empate contra o Grêmio tirou o Planalto da disputa do título e facilitou a campanha do Defelê.
Terceiro colocado, o Guará também fez uma boa campanha, onde venceu quatro partidas, empatou 2 e perdeu apenas para o Planalto, na segunda rodada. Foi do Guará a maior goleada do torneio, onde venceu por 10x0 a equipe do Pederneiras. Mas o empate contra o Grêmio fez com que o time se distanciasse da liderança da competição. Na última rodada, caso vencesse o Defelê, poderia forçar uma "final" para decidir o título candango.
O atual campeão Grêmio e o Rabello ficaram no meio da tabela, com campanhas boas e a apenas 2 pontos do campeão Defelê. O Rabello, apesar de vencer o líder, perdeu para o Guará e empatou com o Grêmio, acabando de fora da disputa. O Grêmio, líder até a quarta rodada, perdeu para o Defelê e enfrentou três empates seguidos, se distanciando das chances de vencer.
Na parte de baixo da tabela, permaneceram Alvorada, Nacional e Pederneiras, que fizeram campanhas fracas e venceram poucos jogos. O Pederneiras, que cogitou abandonar a competição devido à problemas internos, terminou como lanterna da competição, sendo goleado na maioria das partidas que disputou. Em partida contra o Rabello, perdeu por W.O. após não apresentar-se para a disputa.

### Classificação final
| Pos | Equipe             | Pts | J | V | E | D | GP | GC | SG  | Classificação ou descenso |
| --- | ------------------ | --- | - | - | - | - | -- | -- | --- | ------------------------- |
| 1   | Defelê             | 11  | 7 | 5 | 1 | 1 | 28 | 7  | +21 | Campeão                   |
| 2   | Planalto           | 10  | 7 | 4 | 2 | 1 | 24 | 14 | +10 |                           |
| 3   | Guará              | 10  | 7 | 4 | 2 | 1 | 27 | 4  | +23 |                           |
| 4   | Rabello            | 9   | 7 | 4 | 1 | 2 | 18 | 7  | +11 |                           |
| 5   | Grêmio Brasiliense | 9   | 7 | 3 | 3 | 1 | 14 | 12 | +2  |                           |
| 6   | Alvorada           | 4   | 7 | 2 | 0 | 5 | 12 | 32 | −20 |                           |
| 7   | Nacional           | 3   | 7 | 1 | 1 | 5 | 13 | 26 | −13 |                           |
| 8   | Pederneiras        | 0   | 7 | 0 | 0 | 7 | 4  | 38 | −34 |                           |

### Jogo do título
Para a última rodada do certame, o Defelê dependia apenas de si para garantir o título estadual, após vencer o Alvorada por 7x1 na rodada anterior e ver o Planalto, que brigava pelo título, empatar com o Grêmio e se distanciar da liderança.
No dia 29 de janeiro de 1961 o Defelê recebeu o Guará no estádio Israel Pinheiro para a definição do campeonato. Porém, a partida foi marcada por pouca qualidade técnica e um "nervosismo" de ambas as equipes. A partida se iniciou com o Guará propondo ataques contra o Defelê, mas sem sucesso na conclusão das jogadas. O primeiro tempo terminou com um 0x0 onde, de acordo com a mídia, "não mereceu um tento".
O segundo tempo começou com ainda mais tensão para os dois lados, pois à aquela altura, o Planalto já vencia seu jogo contra o Rabello e ameaçava tirar o título. O Guará buscou mais o ataque e conseguiu um pênalti aos 20 minutos do segundo tempo, que foi convertido por Valter Moreira e abriu o placar. A partida prosseguiu com os ânimos aflorados, e aos 30 minutos do segundo tempo o Defelê teve dois expulsos: Eli e Zé Paulo, trazendo ainda mais vantagem para o Guará. Porém, o time não conseguiu manter a sua vantagem durante o jogo e aos 49 minutos do segundo tempo cedeu um pênalti ao time da casa. Vitor converteu e empatou para o Defelê, e assim o jogo terminou. O Defelê foi campeão candango pela primeira vez.
Ainda no primeiro tempo, o meio-campista Jorge, do Guará, se contundiu e foi substituído por Carlos.

#### Detalhes do jogo
| 29 de janeiro de 1961 | Defelê    | 1 – 1 | Guará              | Estádio Israel Pinheiro, Brasília                |
|                       | Vitor 94' |       | Valter Moreira 65' | Renda: Cr$ 49.900,00 Árbitro: DF Alex Alves Maia |

| Defelê | Guará |

| G          |  | Matil       |     |
| Z          |  | Zé Paulo    | 75' |
| Z          |  | Euclides    |     |
| Z          |  | Osvaldo     |     |
| M          |  | Pedrinho    |     |
| M          |  | Loureiro    |     |
| A          |  | Ramiro      |     |
| A          |  | Vitor       |     |
| A          |  | Fino        |     |
| A          |  | Eli         | 75' |
| A          |  | Raimundinho |     |
| Treinador: |  |             |     |
| Didi       |  |             |     |

| G               |  | Edson          |     |
| Z               |  | Camilo         |     |
| Z               |  | Duque          |     |
| Z               |  | Enes           |     |
| M               |  | Tobias         |     |
| M               |  | Bimba          |     |
| A               |  | Jorge          | 1T' |
| A               |  | Sabará         |     |
| A               |  | Severo         |     |
| A               |  | Valter Moreira |     |
| A               |  | Maia           | 87' |
| Suplentes:      |  |                |     |
| A               |  | Carlos         | 1T' |
| Treinador:      |  |                |     |
| Rubens Porfirio |  |                |     |

|  | Referências: |

## Campeão
| Campeonato Brasiliense de 1960 |
| ------------------------------ |
| Defelê Campeão (1º título)     |